# Ga Akishima
Ga Akishima (昭島駅 Akishima-eki) là một ga đường sắt chở khách nằm ở thành phố Akishima, Tokyo, được điều hành bởi Công ty Đường sắt Đông Nhật Bản (JR East).